# Мотосёрфинг

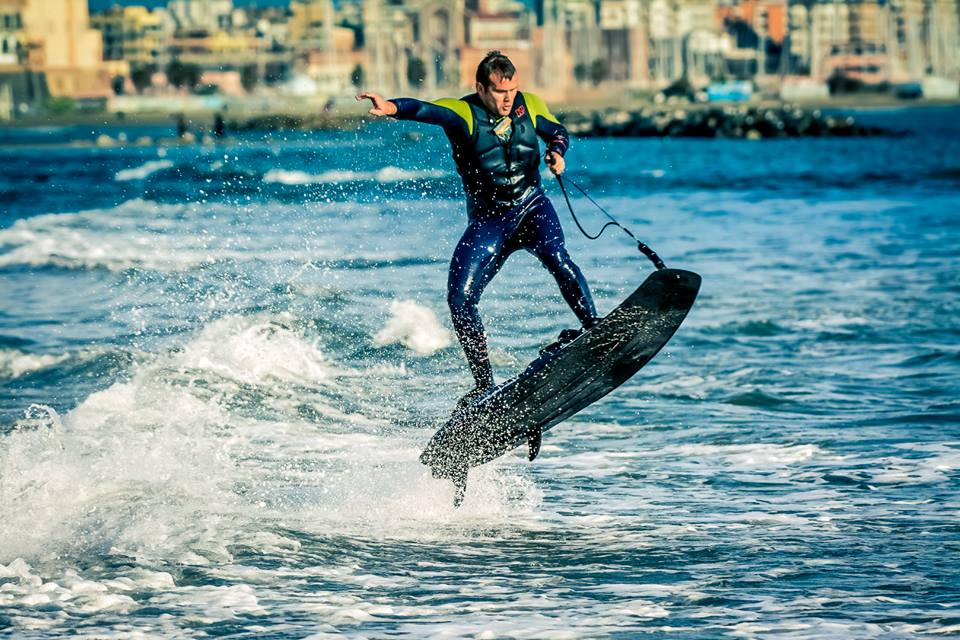
Сёрфинг на моторизованной доске

Мотосёрфинг (англ. motosurfing), джетсёрфинг или джетбординг (от англ. jet — реактивный, струя и surfboard — доска для сёрфинга) — вид спорта и водных развлечений, представляющий собой катание и выполнение трюков на доске для сёрфинга, оснащённой встроенным мотором (бензиновым ДВС или электродвигателем). В отличие от других видов спорта (сёрфинга, виндсёрфинга, кайтинга, вейкбординга), для занятий мотосёрфингом не требуется ветра, волн и других вспомогательных средств. Движение осуществляется с помощью силового агрегата и водомёта, выталкивающего доску вперёд мощной струей воды.
Управляется моторизованная доска (называемая мотосёрфом или джетсёрфом) с помощью рукояти с кнопкой газа и рулевого троса, который одновременно служит точкой опоры. В ряде моделей управление осуществляется с помощью беспроводного контроллера, который удерживается в руке или крепится к запястью. Максимальная скорость современных мотосёрфов в среднем составляет 35-60 км/ч. Повороты осуществляются переносом веса тела на правый/левый борт.

## История
Первое упоминание о сёрфинговой доске с мотором появилось в 1935 году в одной из австралийских газет. Это была небольшая новость о спасателях пляжа Бонди-Бич, использующих в работе доску с маленьким мотором в задней части. В публикации её называют скутером для сёрфинга. Сообщалось, что произведён он был в Австралии.
В 1938 году Эмиль Хансен из Пенсильвании продемонстрировал свою модель под названием Skimboat — что-то среднее между сёрфом и моторной лодкой. В передней части Skimboat располагался массивный двигатель мощностью 7 л. с., находящийся в алюминиевом корпусе, позволявший разгоняться до 30 миль (48 км)/ч. Доска была длиной 2,3 м, шириной 60 см и весила 54 кг.
В 1948 году изобретатель Джо Гилби сконструировал новую сёрфинговую доску с мотором. С целью рекламы он даже опубликовал фото, где он катается на ней по озеру в костюме, шляпе, с сигарой и тростью. В итоге этот шаг оказался неудачным, вызвал насмешки, а сама новинка была воспринята как абсолютно бесполезное изобретение, в частности для сёрфинга на волнах.
1960-е годы принято считать началом эры моторизованных досок для сёрфинга. Связывают это с деятельностью Альфреда Блумингдейла, наследника династии основателей сети универмагов Bloomingdale's. Именно он в 1965 году наладил коммерческое производство первых полноценных досок с мотором, привлекая для этого лучших инженеров. Стоили они очень дорого. Всего было выпущено 200 единиц.
В том же году Джордж Картер изобрёл доску Surfjet, в которой впервые был использован водомётный насос. Одновременно с ним Джорж Баррис, создатель легендарного Бэтмобиля 1960-х годов, представил свою доску с мотором и мягким сиденьем.
В 1973 году компания North Hants Engineering выпустила модель Skidaddle Power с двигателем Husqvarna объёмом 157 см³. А в начале 1980-х годов опытный сёрфингист Нил Таунсенд разработал доску для сёрфинга, оснащённую моторизованным пропеллером.

### 1990-е и современность

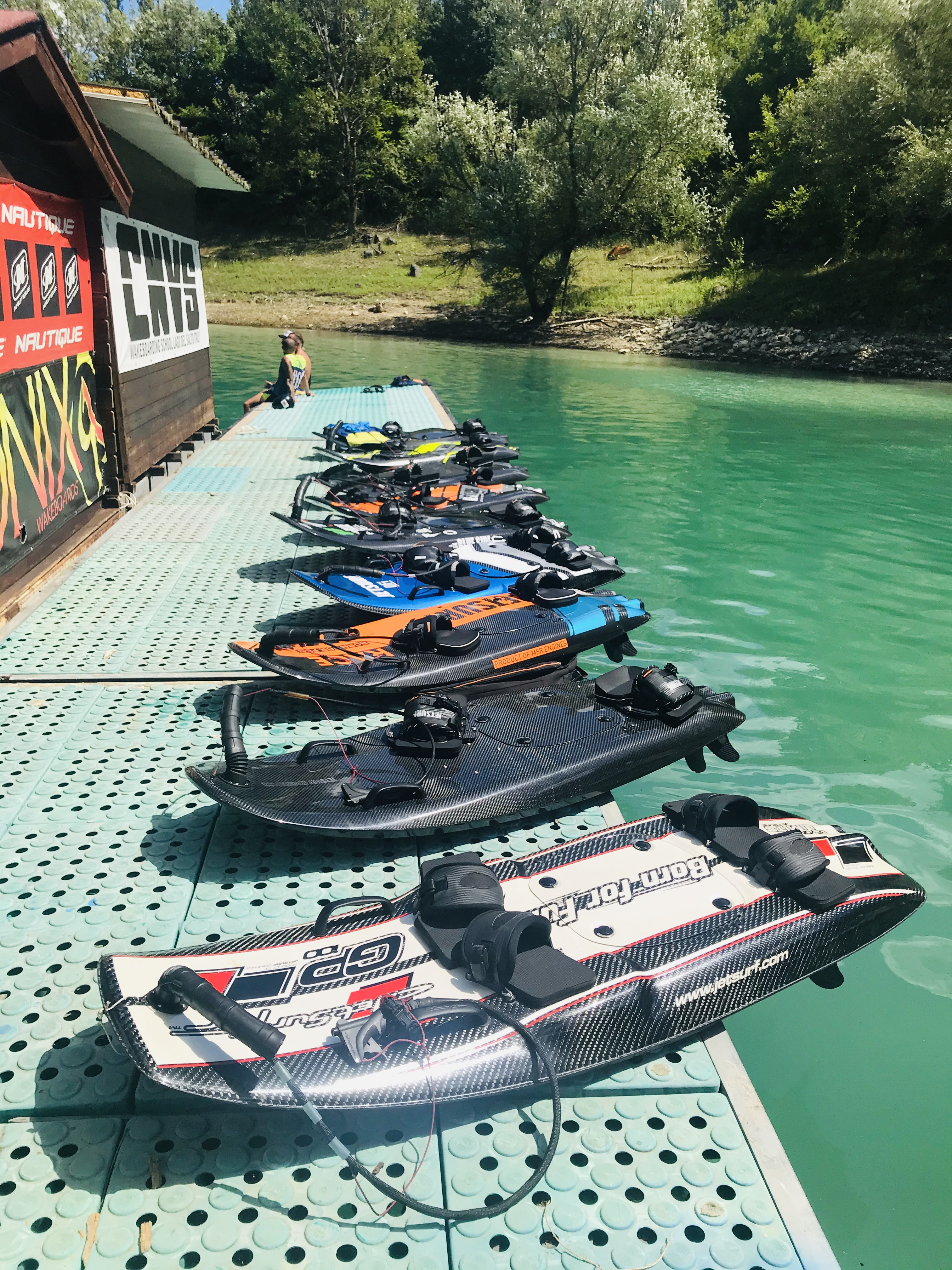
Доски с бензиновым мотором

Дальнейшее развитие мирового мотосёрфинга связано с именем инженера Боба Монтгомери и его многолетней разработки — моторизованной доски Powerski Jetboard. В достаточно тонком корпусе ему удалось разместить аккумулятор, двухтактный двигатель SuperTorque XT объёмом 330 см³, глушитель и систему водомёта. Сама доска весит 90 кг. Максимальная скорость — 65 км/ч.
Большой вклад в эту сферу внесла чешская компания Jetsurf, основанная в 2008 году инженером Formula-1 Мартином Сулой. Она прославилась тем, что начала выпускать лёгкие, компактные доски, отличающиеся высокой манёвренностью и мощными инжекторными двигателями объёмом 100 см³, которые специально для Jetsurf производит компания MSR Engines. Корпус всех моделей Jetsurf выполнен полностью из углеродного волокна (карбона). Доски весят от 18 до 20 кг, удобны в транспортировке, способны развивать скорость до 50-60 км/ч.

## Типы

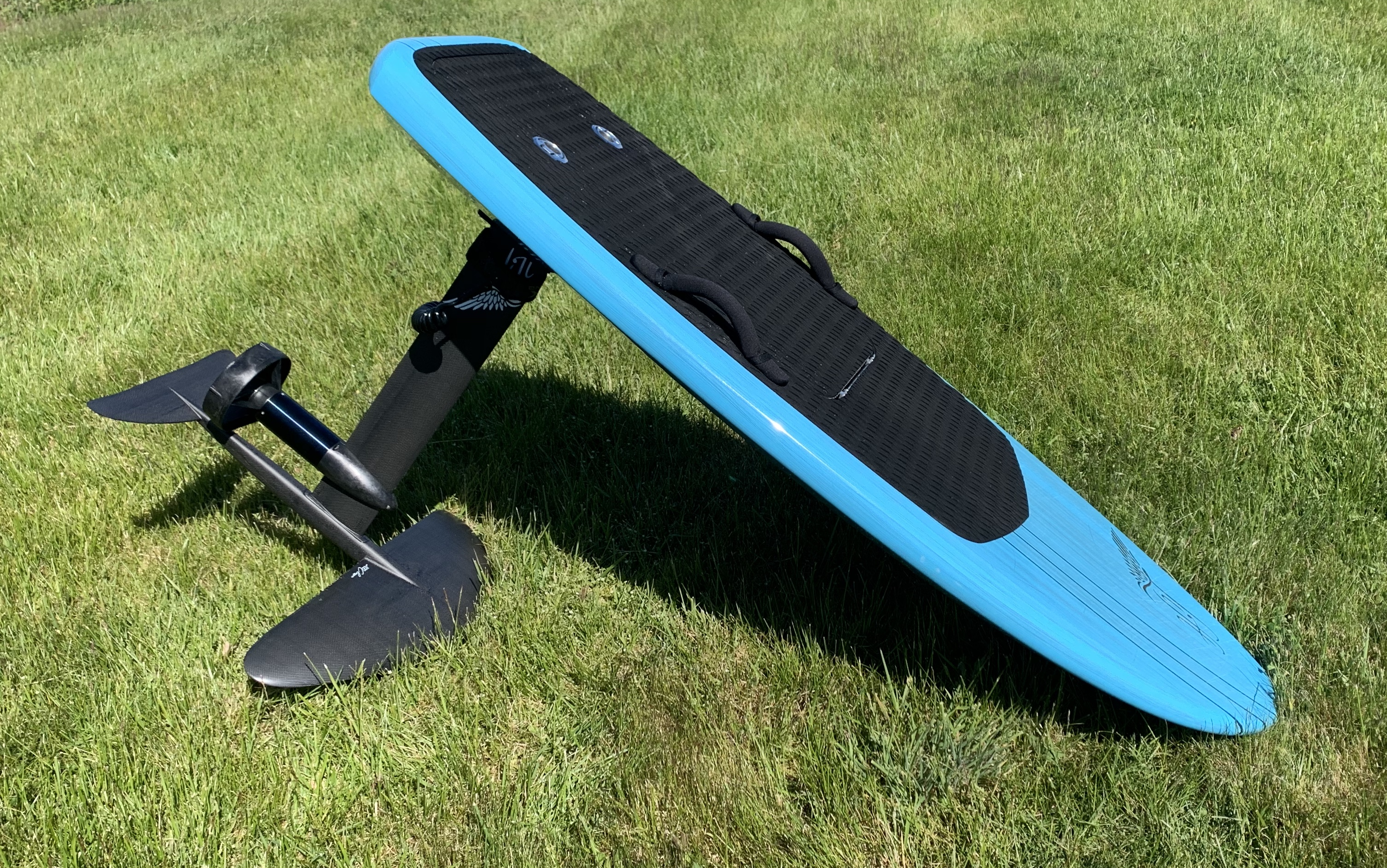
Электрофойл с подводным крылом

Современные моторизованные доски для сёрфинга разделяются на следующие категории:
- Доски с бензиновым мотором. Оснащаются, как правило, двухтактным ДВС с системой прямого впрыска и водяным охлаждением[4].

Основные производители: Jetsurf (Чехия), Mako (Великобритания), DLE (Китай).
- Доски с электродвигателем. Движущая сила — электропривод. Работают практически бесшумно, питаются от стационарного или съёмного аккумулятора. Автономность езды на одном заряде может составлять от 40 до 120 минут.

Основные производители: ZorTor (Россия), Awake (Швеция), Lampuga (Германия), Radinn (Швеция), Onean (Испания), Takuma (Япония), Ewave (Китай).
- Электрофойлы или фойлборды. Оборудованы встроенным электродвигателем. Главная конструктивная особенность — подводное крыло (гидрофойл), благодаря которому доска во время движения поднимается над водой и словно парит[5].

Производители: ZorTor (Россия), Flite (Австралия), Takuma (Япония), Lift (Пуэрто-Рико), Waydoo (Китай).

## Спорт
С 2012 года в различных странах ежегодно проходит мировой чемпионат по мотосёрфингу UIM MotoSurf WorldCup. Соревнования организовываются структурами UIM (Union International Motonautique; Международный союз водно-моторного спорта) и проводятся под эгидой Международной федерации мотосёрфинга (FIDSM). Состязания представляют собой скоростные гонки по водному треку, ограниченному буями, и проводятся в двух основных категориях — среди мужчин и женщин. Чемпионат состоит из 5 этапов, которые проходят в городах нескольких континентов. В 2017 году этап MotoSurf WorldCup впервые принимала Россия — это состоялось в Санкт-Петербурге. В 2019 году один из этапов чемпионата проводился в Казани. В 2020 году Казань готовилась принять этап UIM MotoSurf WorldCup 2020, однако мероприятие было отменено в связи с пандемией COVID-19.
Помимо мирового первенства, существуют еще три континентальных кубка по мотосёрфингу — американский, европейский и азиатский. В этих соревнованиях могут участвовать гонщики старше 14 лет, прошедшие специальный квалификационный курс. Также в рамках MotoSurf WorldCup проводятся чемпионаты мира по сёрфингу на электромоторных досках, получившие название Motosurf Electric Challenge.
В 2019 году мотосёрфинг был признан UIM официальным видом спорта. Осенью 2019 года дисциплина была зарегистрирована в Министерстве спорта России и включена во Всероссийский реестр видов спорта под номером-кодом:
| Наименование дисциплины | Номер-код | Номер-код | Номер-код | Номер-код | Номер-код | Номер-код |
| ----------------------- | --------- | --------- | --------- | --------- | --------- | --------- |
| Доска с водометом GP1   | 148       | 030       | 1         | 8         | 1         | 1Л        |